# Diecezja zamojsko-lubaczowska

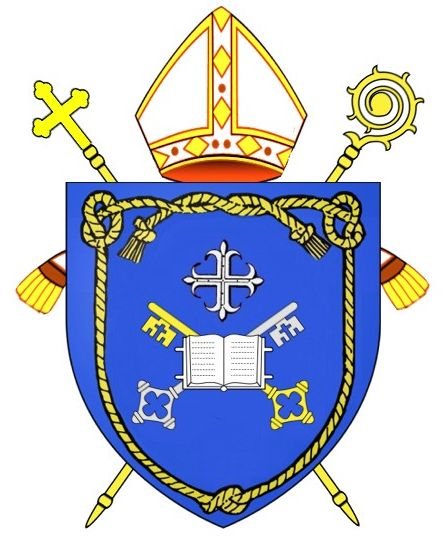
Herb diecezji

Diecezja zamojsko-lubaczowska (łac. Dioecesis Zamosciensis-Lubaczoviensis) − jedna z 3 diecezji obrządku łacińskiego w metropolii przemyskiej (położona w południowo-wschodniej Polsce) ze stolicą w Zamościu. Ustanowiona 25 marca 1992 przez papieża Jana Pawła II bullą Totus Tuus Poloniae Populus.

## Instytucje diecezjalne
- Kuria diecezjalna
- Sąd biskupi
- Kapituła katedralna
- Caritas Diecezji Zamojsko-Lubaczowskiej
- WSD diecezji zamojsko-lubaczowskiej w Lublinie
- Katolickie Radio Zamość

## Biskupi
- Biskup diecezjalny: ks. bp Marian Rojek (od 2012)
- Biskup pomocniczy / wikariusz generalny: ks. bp Mariusz Leszczyński (od 1998)
- Biskup senior: ks. bp Jan Śrutwa (senior od 2006)

## Główne świątynie i sanktuaria diecezji
- Katedra Zmartwychwstania Pańskiego i św. Tomasza Apostoła w Zamościu
- Konkatedra bł. Jakuba Strzemię w Lubaczowie
- Bazylika św. Antoniego z Padwy w Radecznicy
- Sanktuarium MB Szkaplerznej w Hrubieszowie
- Sanktuarium MB Krasnobrodzkiej w Krasnobrodzie
- Sanktuarium św. Stanisława BM w Górecku Kościelnym
- Sanktuarium św. Marii Magdaleny w Biłgoraju
- Sanktuarium MB Gorajskiej w Goraju
- Sanktuarium MB Szkaplerznej w Tomaszowie Lubelskim
- Sanktuarium MB Szkaplerznej w Nabrożu
- Sanktuarium MB Łaskawej w Lubaczowie
- Sanktuarium MB Odwachwoskiej w katedrze zamojskiej
- Sanktuarium MB Łukawieckiej w Łukawcu

## Patroni
- Święta Boża Rodzicielka Maryja, Matka Odkupiciela
- Błogosławiony Jakub Strzemię

## Rejony
Diecezja zamojsko-lubaczowska jest podzielona na pięć rejonów:
- rejon biłgorajski (dekanaty: Biłgoraj-Południe, Biłgoraj-Północ, Józefów, Tarnogród)
- rejon hrubieszowski (dekanaty: Hrubieszów-Południe, Hrubieszów-Północ, Grabowiec, Tyszowce)
- rejon lubaczowski (dekanaty: Lubaczów, Cieszanów, Narol)
- rejon tomaszowski (dekanaty: Tomaszów-Południe, Tomaszów-Północ, Łaszczów, Tarnoszyn)
- rejon zamojski (dekanaty: Zamość, Krasnobród, Sitaniec, Szczebrzeszyn)